# Centro Universitário FIEO
O Centro Universitário Fieo - UNIFIEO é um centro Universitário brasileiro, localizado no município de Osasco no estado de São Paulo, mantido pela FIEO - Fundação Instituto de Ensino para Osasco, que foi instituída por escritura pública em 26 de outubro de 1967

## Finalidades e instituidores
A Fundação tinha por primeira finalidade criar na região uma faculdade de Direito  e, posteriormente, Administração e outros cursos superiores procurados pela população estudantil. Segundo os estatutos da FIEO, poderiam ser criadas, ainda, escolas de todos os níveis, bem como cursos livres, profissionalizantes ou outros, de qualquer natureza, desde exigidos pelas condições locais e úteis para o desenvolvimento cultural dos municípios de Osasco e circunvizinhos. A FIEO foi instituída por cinco bachareis de Direito que tinham em mente criar um centro de ensino de excelência: Descio Mendes Pereira, então juiz da Comarca; Luís Carlos de Azevedo, advogado; José Cassio Soares Hungria, então promotor de justiça de Osasco; José Maria de Mello Freire, curador de fundações na Capital e Luiz Fernando da Costa e Silva, promotor de justiça licenciado, exercendo funções de diretor junto ao Instituto Latino-Americano de Criminologia da Organização das Nações Unidas (ONU).

## Início das atividades
Construído o prédio com ajuda de Amador Aguiar, então presidente do Banco Brasileiro de Descontos (Bradesco), e vencidos todos os trâmites burocráticos para obter-se a imprescindível autorização do Ministério da Educação, em 2 de junho de 1969, tinham início as aulas da Faculdade de Direito de Osasco. Em 1972, nascia a segunda faculdade, a de administração que, em homenagem ao grande benemérito da Fundação, recebeu o nome de Faculdade de Administração de Empresas Amador Aguiar.

## Anos de consolidação
Nos anos seguintes, o Conselho Federal de Educação começou a impor restrições à criação de novos cursos de ensino superior e, em determinado período chegou até a não receber novas solicitações. A FIEO aproveitou esse tempo de recesso para consolidar seu patrimônio, tendo edificado dois prédios (em 1978 e 1988) para expandir suas instalações, especialmente o espaço destinado à biblioteca e sala de estudos e maior número de salas de aula. Em 1981 surgiu o curso matutino de Direito e, em 1985 a pioneira Faculdade de Informática. Seguiu-se, em 1988, a Faculdade de Ciências Contábeis.

## Novas expansões
No afã de ser o instrumento de progresso do ensino superior na região em que está inserida, os diretores da Fundação, pensando em ampliações futuras, adquiriram, em 1983, diretamente do BNDES, um lote de terreno de quarenta mil metros quadrados desmembrado da Fazenda Wilson, outrora pertencente ao falido frigorífico do mesmo nome. E, ainda, três anos após, incorporaram a Sociedade Educacional Liceu Acadêmico São Paulo mantenedora de Faculdade de Filosofia, Ciências e Letras Dr. Carlos Pasquale, no bairro do Brás, em São Paulo. Com isso pode agregar mais quatro cursos superiores aos existentes em Osasco.

## As Faculdades Integradas de Osasco
Com um número respeitável de cursos a FIEO já mantinha uma instituição de médio porte. Assim, em 1993, requereu ao Conselho Federal de Educação a transformação dos cursos isolados em uma só estrutura, surgindo, então, as Faculdades Integradas de Osasco, caminho natural para se tornar uma universidade e, principalmente, um meio de implantar entre os cursos a transdisciplinariedade, forma de integrá-los segundo os padrões modernos da Pedagogia. O pleito foi deferido pelo Conselho e homologado pelo Ministro da Educação.

## Processo para criação da Universidade
No mesmo ano de 1993, os diretores da Fundação resolveram solicitar ao MEC a elevação das Faculdades Integradas de Osasco  à condição de Universidade. O processo foi iniciado no âmbito do Conselho Federal de Educação com a nomeação do professor Ernani Bayer como relator e um grupo de reconhecidos educadores para compor a comissão  de acompanhamento dos trabalhos. Entretanto,já estande o processo encerrado, com  parecer  favorável do relator, na véspera do julgamento, o Governo, por motivos políticos, encerrou as atividades do Conselho . Todo o trabalho perdido e só em 1998, foi dado ̪a instituição o direito de funcionar como centro universitário.